# Онор (село)
Онор (рос. Онор) — село у Смирниховському міському окрузі Сахалінської області Російської Федерації.
Населення становить 1138 осіб (2013).

## Історія
З 1905 по 3 вересня 1945 року у складі губернаторства Карафуто Японії, відтак у складі Смирниховського міського округу Сахалінської області.

## Населення
| 2002 | 2010  | 2013  |
| ---- | ----- | ----- |
| 1454 | ↘1222 | ↘1138 |